# Magic Mike utolsó tánca
A Magic Mike utolsó tánca (eredeti cím: Magic Mike's Last Dance) 2023-ban bemutatott amerikai dráma-filmvígjáték, a Magic Mike-trilógia harmadik része. A filmet Reid Carolin forgatókönyvéből Steven Soderbergh rendezte. A főszerepben Channing Tatum és Salma Hayek Pinault látható.
Eredetileg úgy tervezték, hogy kizárólag digitálisan, az HBO Max-on jelentetik meg, de a sikeres tesztvetítéseket követően a Warner Bros. Pictures úgy döntött, a filmet a mozikban is bemutatják. Premierje 2023. január 25-én volt Miami Beachen, az Egyesült Államokban pedig 2023. február 10-én került a mozikba. Világszerte összesen 53,4 millió dolláros bevételt hozott, a kritikusoktól vegyes értékeléseket kapott.

## Cselekmény
A Covid-19 világjárvány után Mike Lane-nek, becenevén "Magic Mike"-nak, be kellett zárnia bútorüzletét. Jelenleg csaposként dolgozik Floridában. Ott találkozik egy Maxandra "Max" Mendoza nevű gazdag nővel, aki felfedezi sztriptíztáncos múltját. Max arra ösztönzi, kezdjen el ismét táncolni, majd meggyőzi: képezzen ki egy társulatot Londonban.

## Szereplők
| Szerep           | Színész             | Magyar hang       |
| ---------------- | ------------------- | ----------------- |
| Mike Lane        | Channing Tatum      | Papp Dániel       |
| Maxandra Mendoza | Salma Hayek Pinault | Pikali Gerda      |
| Victor           | Ayub Khan Din       | Hirtling István   |
| Zadie Rattigan   | Jemelia George      | Vida Sára         |
| Hannah           | Juliette Motamed    | Mikecz Estilla    |
| Edna Eaglebauer  | Vicki Pepperdine    | Farkas Zita       |
| Matthew          | Gavin Spokes        | Háda János        |
| Roger Rattigan   | Alan Cox            | Sztarenki Pál     |
| Kim              | Caitlin Gerard      | Sipos Eszter Anna |
| Kim férje        | Christopher Bencomo | Ágoston Péter     |
| Nagyfarkú Richie | Joe Manganiello     | Tokaji Csaba      |
| Ken              | Matt Bomer          | Orosz Ákos        |
| Tarzan           | Kevin Nash          | Papucsek Vilmos   |
| Tito             | Adam Rodriguez      | Dolmány Attila    |

### Magyar változat
- Magyar szöveg: Tóth Tamás
- Felvevő hangmérnök: Tóth Péter Ákos
- Vágó: Sári-Szemerédi Gabriella
- Gyártásvezető: Gelencsér Adrienne
- Szinkronrendező: Nikodém Zsigmond
- Produkciós vezető: Hagen Péter

A szinkront a Mafilm Audio Kft. készítette el.

## A film készítése
A filmet 2021. november 29-én jelentették be az HBO Maxon. Channing Tatum ismét Mike Lane-t alakítja, Steven Soderbergh, aki a sorozat első filmjét rendezte, visszatér a rendezői székbe. Thandiwe Newton eredetileg egy meg nem határozott szerepet kapott, de 2022 áprilisában Salma Hayek lépett a helyére.
2022 júliusában Soderbergh közzétette, hogy tervezik a franchise további részeit Mike Lane-től független, más szereplők köré épülő történettel. 2022 szeptemberében jelentették be, hogy a filmet a mozikban is be fogják mutatni: 2023. február 10-i dátummal.
2022 novemberében kiderült, hogy Tatum és Hayek mellett Gavin Spokes, Caitlin Gerard, Christopher Bencomo, Ayub Khan Din és Juliette Motamed lesznek a társszereplők.

## Bemutató
A vörös szőnyeges világpremier 2023. január 25-én volt a floridai Miami Beachen, a mozikban pedig 2023. február 10-én mutatta be a Warner Bros. Pictures. A Tébolyult (2018) óta ez Soderbergh első olyan filmje, amely mozis premiert kapott. A marketinget nagyrészt a Warner Bros. Discovery csatornákon sugárzott tévéreklámokkal végezték. Az iSpot számításai szerint a Warner Bros. kb. 9 millió dollárt költött a tévéreklámokra.
2023. február 28-án jelent meg VOD-on. Blu-rayen és DVD-n 2023. április 18-án tervezik kiadni.

## Fordítás
- Ez a szócikk részben vagy egészben  a   Magic Mike's Last Dance című angol Wikipédia-szócikk fordításán alapul.  Az eredeti cikk szerkesztőit annak laptörténete sorolja fel. Ez a jelzés csupán a megfogalmazás eredetét és a szerzői jogokat jelzi, nem szolgál a cikkben szereplő információk forrásmegjelöléseként.